# NIH : Alertes médicales
Pour les articles homonymes, voir NIH.
NIH : Alertes médicales (Medical Investigation) est une série télévisée américaine en vingt épisodes de 45 minutes, créée par Jason Horwitch et diffusée entre le 9 septembre 2004 et le 25 mars 2005 sur le réseau NBC.
En France, la série a été diffusée à partir du 30 septembre 2005 sur M6 puis rediffusée à partir du 13 mai 2007 sur W9, à partir du 14 avril 2008 sur TF6, depuis le 29 novembre 2009 sur Téva, dès le 9 octobre 2010 sur Paris Première et dès le 24 avril 2012 sur Série Club. Au Québec, elle fut diffusée à partir du 21 janvier 2010 sur Séries+, et en Belgique sur La Une et La Deux.

## Synopsis
La série met en scène une équipe d'experts médicaux du National Institutes of Health (NIH) qui, contrairement à la réalité, enquête sur des problèmes de santé publique, d'épidémies, de maladies inconnues et infectieuses.

## Distribution

### Acteurs principaux
- Neal McDonough (VF : Bruno Dubernat) : Dr Stephen Connor
- Kelli Williams (VF : Laura Préjean) : Dr Natalie Durant
- Christopher Gorham (VF : Axel Kiener) : Dr Miles McCabe
- Anna Belknap (VF : Marie-Eugénie Maréchal) : Eva Rossi
- Troy Winbush (VF : Gilles Morvan) : Frank Powell

 Source et légende : version française (VF) sur RS Doublage et DSD Doublage

### Invités
- Susanna Thompson : Dr Kate Ewing (3 épisodes)
- Clare Carey : Lisa Connor (2 épisodes)
- Shea Whigham : Barrett Fidler (2 épisodes)
- Jesse Borrego : Antonio Baracas (2 épisodes)
- Chris Massoglia : Jack Connor (2 épisodes)
- Jeremy Ray Valdez (en) : Nestor (2 épisodes)
- Kathryn Harrold : Carla Ballard
- Michael Ironside : Ben Graybridge
- Gregory Itzin : Howard Lewson
- Jolie Jenkins : Lilith
- Page Kennedy : Gordon Kraft
- Tracy Middendorf : Anne Harring
- Michael Cudlitz : Lt. Troy Adams
- Lola Glaudini : Meredith Beck
- Kevin Kilner : FBI Agent Paul Maloney
- Marguerite MacIntyre : Dr Karen Lowe
- Taylor Nichols : Raymond
- Patrick Fabian : Gary Riesen
- Mark Harelik : Dr Lester
- Dawnn Lewis : Dr Burton
- Dean Norris : David Weiner
- Conor O'Farrell : Dr Gordon
- Phil Reeves : Sheriff
- Paul Schulze : Mr Kirkland
- Andrea Thompson : Dr Lois McCarthy
- Erich Anderson (en) : Landsbury
- Robert Curtis Brown : Congressman Doug Lawrence
- Megan Henning (en) : Nancy Hain
- Karina Logue : Claire Leinberger
- Laura Marano : Brooke Beck
- Klea Scott (en) : Kim Powell
- Carmen Argenziano : Lt. Col. Bartek
- Robin Bartlett : Dr Salgado
- Christina Chang : Jenny Small
- Rosalind Chao : Dr Kramer
- Mark Derwin (en) : Paul Kendall
- Glenn Morshower : Matt Borman
- Peter Outerbridge : Clark White
- Glenn Plummer : Cooly
- Barbara Tarbuck : Eunice
- Lisa Waltz : Ms Johnson
- Betsy Brandt : Karen Banks
- Jose Pablo Cantillo : Rick Hain
- Tim Griffin : détective Chris Leinberger
- Larissa Laskin : Donna Lawrence
- Neal Matarazzo : Bill Beck
- Lauren C. Mayhew : Sudie Miller
- Jake Muxworthy (en) : Harry Rush
- Brooke D'Orsay : Melissa Getemer
- Maurice Godin : Dr John Bender
- Henri Lubatti : Nurse Tim Miller
- John Wesley (en) : Mr Ndulu
- Duane Whitaker : Bar Owner
- Gil Birmingham : Walter Shephard
- Timothy Davis-Reed (en) : Keith Wayne
- Jenny Gago (en)
- David Norona (en) : Kenneth McBride
- Shanna Collins : Rebecca Stevens
- Jeff D'Agostino : Randy
- Melinda Page Hamilton : Sarah Doyle
- Tony Perez : Raymond Diaz
- Katija Pevec : Ruby
- Colby French : Keith Jacobs
- Jeremiah Birkett : Raymond Jeter
- Lesley Fera : Gladys Halperin
- Natalija Nogulich : Dahlia
- Randy Ryan (en) : Richard Rush
- Richard Yniguez (en)
- Edward Edwards (en) : Lorenzo Whiteside
- Miracle Laurie : Veronica
- Theo Rossi : PFC Joe Vasquez
- Shannon Woodward : Danielle Johnson
- Paul Butcher : Tim Wayne
- Alex Wexo
- Joyce Guy (arz) : Dr Thomas
- Mykel Shannon Jenkins (en) : David Thorn
- Karen Strassman (en) : Jenna Kirkland
- Cameron Bender (en) : Steven Dewalt
- Aloma Wright : Desk Nurse
- Michael Nouri : Wes Douglas
- Lexi Ainsworth (en) : Kaitlin Ronson
- Enrique Castillo : Manager
- Dave Fennoy : Flute Musician
- Randy Flagler (de) : Clayton
- Deborah Geffner (en) : Lucy Martin
- Adam Taylor Gordon : Joey White
- Alaina Huffman : Estella
- Sarah Jones : Belinda
- Tiger Mendez : Orderly
- Erica Mer : Charlotte Raymond
- Frank Novak (en) : Sherman
- Kavita Patil (en) : Dr Ansuya Patel
- Sam Ayers (en) : Medical Assistant
- Kristian Capalik (en) : SWAT Team member
- Janelle Marra : Didi Lomax
- Tarita Virtue (en) : Doctor

crossover avec New York 911 (Third Watch)
- Anthony Ruivivar : Carlos Nieto
- Molly Price : Faith Yokas
- Yvonne Jung : Holly Levine

## Production
Le 20 octobre 2004, NBC commande neuf épisodes supplémentaires, portant la saison à 22 épisodes. Seulement vingt épisodes ont été produits.
Le 15 mai 2005, il est confirmé que la série ne sera pas de retour.

## Épisodes
| N° | Titre                                                     | Réalisation         | Scénario                                                          | Première diffusion | Diffusion française |
| --- | --------------------------------------------------------- | ------------------- | ----------------------------------------------------------------- | ------------------ | ------------------- |
| 01 | Les Nerfs à vif You're Not Alone                          | Marc Buckland (en)  | Jason Horwitch (en) Michelle Ashford                              | 9 septembre 2004   | 30 septembre 2005   |
| 02 | Au-delà des apparences In Bloom                           | Marc Buckland       | Jason Horwitch                                                    | 10 septembre 2004  | 30 septembre 2005   |
| 03 | Le Point commun Coming Home                               | Rick Wallace (en)   | Mark Israel                                                       | 17 septembre 2004  | 7 octobre 2005      |
| 04 | Vacances mortelles Escape                                 | Marc Buckland       | Daniel Arkin (en)                                                 | 24 septembre 2004  | 7 octobre 2005      |
| 05 | Une petite ville tranquille Progeny                       | Rick Wallace        | Barry M. Schkolnick                                               | 1er octobre 2004   | 14 octobre 2005     |
| 06 | Rêve brisé Team                                           | Guy Ferland         | Laurence Andries                                                  | 15 octobre 2004    | 14 octobre 2005     |
| 07 | Anthrax Alienation                                        | Michael Fresco (en) | Ayanna Floyd                                                      | 29 octobre 2004    | 21 octobre 2005     |
| 08 | Mutation                                                  | Marc Buckland       | David Graziano (en)                                               | 5 novembre 2004    | 21 octobre 2005     |
| 09 | La Dernière Chance Little Girl                            | Paul Holahan (en)   | Steven Long Mitchell Craig Van Sickle                             | 12 novembre 2004   | 28 octobre 2005     |
| 10 | Le Prix de la beauté Price of Pleasure                    | Norberto Barba      | Juan Carlos Coto                                                  | 19 novembre 2004   | 28 octobre 2005     |
| 11 | L'Ange de la mort The Unclean                             | Elodie Keene        | Mark M. Dodson                                                    | 3 décembre 2004    | 4 novembre 2005     |
| 12 | L'Origine du mal Spiked                                   | Elodie Keenee       | Peter Egan                                                        | 7 janvier 2005     | 4 novembre 2005     |
| 13 | Vengeance du passé Tribe                                  | Marc Buckland       | Jason Horwitch David Graziano                                     | 14 janvier 2005    | 11 novembre 2005    |
| 14 | Au bout du monde Ice Station                              | Jeffrey Reiner      | Mark M. Dodson Jeff Braunstein                                    | 28 janvier 2005    | 11 novembre 2005    |
| 15 | Enquête à haut risque Mousetrap                           | Norberto Barba      | Barry M. Schkolnick Steven Long Mitchell Craig Van Sickle         | 4 février 2005     | 18 novembre 2005    |
| 16 | Les Blessures de l'âme Survivor                           | Craig Zisk          | Ayanna Floyd Jeff Braunstein                                      | 11 février 2005    | 18 novembre 2005    |
| 17 | En sursis [2/2] Half Life                                 | Roxann Dawson       | David Ehrman                                                      | 18 février 2005    | 25 novembre 2005    |
| Conclusion d'un crossover avec New York 911 (Third Watch) ayant débuté dans l'épisode 16 de la saison 6 de cette dernière. |                                                           |                     |                                                                   |                    |                     |
| 18 | Cas de conscience The Black Book                          | Elodie Keenee       | Michael B. Silver                                                 | 25 février 2005    | 25 novembre 2005    |
| 19 | Le Grand Tremblement de terre [1/2] Mission La Roca [1/2] | Karen Gaviola (en)  | Steven Long Mitchell Craig Van Sickle                             | 18 mars 2005       | 2 décembre 2005     |
| 20 | Le Grand Tremblement de terre [2/2] Mission La Roca [2/2] | Paul Holahan        | Mark M. Dodson David Ehrman Steven Long Mitchell Craig Van Sickle | 25 mars 2005       | 2 décembre 2005     |

## Commentaires
Aux États-Unis, les enquêtes médicales relèvent normalement de la responsabilité des Centers for Disease Control and Prevention (CDC), tandis que le NIH est principalement un centre de recherche.
Les épisodes sont tournés à la manière d'une enquête policière, l'équipe cherchant à faire des recoupements pour trouver l'origine du nombre anormal de pathologies. Le réalisateur utilise fréquemment la « projection » de l'imagination du Dr Connor sur la réalité : lorsqu'il visualise mentalement l'environnement de ce qui a bien pu se passer dans un lieu, l'image devient légèrement floue et lumineuse, et des personnages apparaissent, effectuant les actions qu'imagine le personnage.
Certains commentateurs notent une tendance conservatrice des épisodes. Par exemple :
- dans l'épisode Vacances mortelles, une des épidémies est causée par du cannabis porteur de moisissures toxiques (le message moralisateur est évident) tandis que l'autre est causée par les peintures d'un peintre, mort du sida, qui mélangeait ses excréments à sa peinture (la situation est un concentré de thèmes de moqueries de la middle class).
- Dans l'épisode Le Point commun, les soldats de retour d'Irak ne meurent pas d'une conséquence de la guerre, mais d'un germe propagé par un diacre catholique (les américains sont majoritairement protestants).
- Dans l'épisode Rêve brisé, une des épidémies est causée par du lait bio…
- Dans l'épisode Cas de conscience, la maladie est (indirectement) causée par la fréquentation d'une prostituée par des hommes mariés.

Par ailleurs, si l'on ne peut pas tenir rigueur des inexactitudes pour une série qui se veut avant tout divertissante, on peut s'étonner des erreurs systématiques commises avec la notion de gène : ainsi, dans Une petite ville tranquille, une personne est porteuse d'un gène défectueux mais qui n'est pas malade (donc a priori c'est un gène récessif) mais tous les enfants issus de procréation médicalement assistée avec sa semence sont malades. Ainsi, dans Rêve brisé, la taille réduite d'un troupeau de vaches provoque de la consanguinité et donc l'émergence d'un gène récessif qui rend le lait pathogène pour des personnes prédisposées à la sclérose en plaques (alors que les vaches sont très probablement inséminées artificiellement).